# Parmská šunka

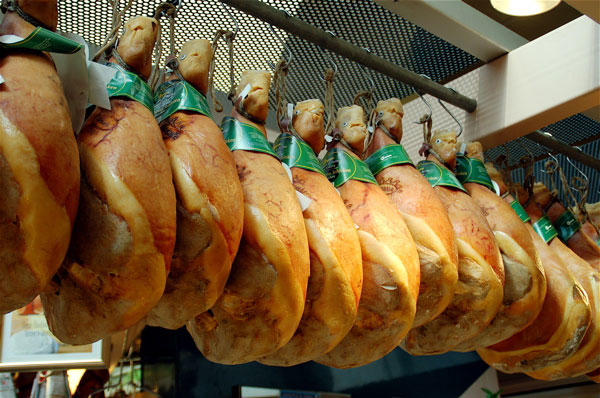
Parmská šunka

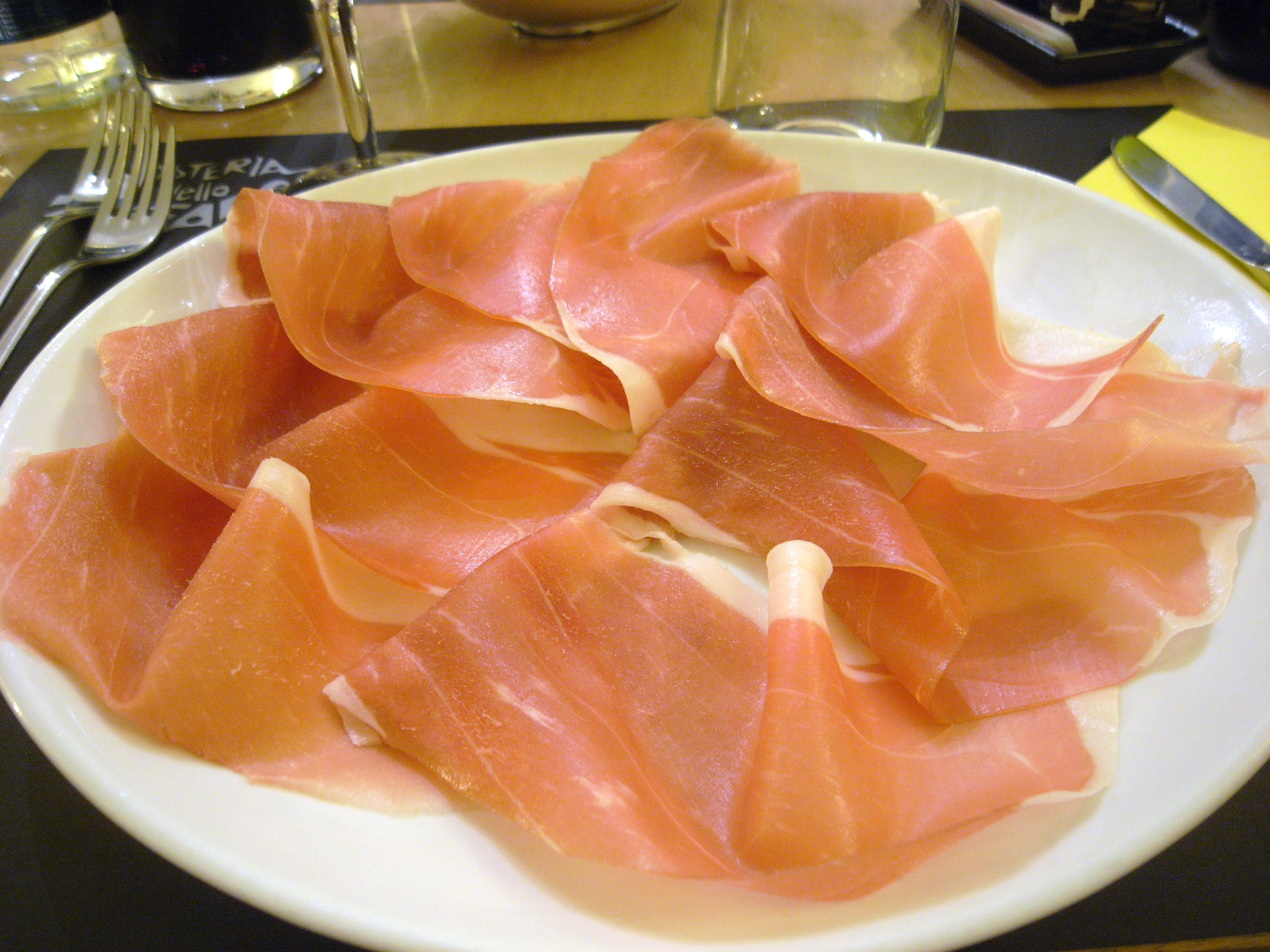
Plátky parmské šunky

Parmská šunka (italsky Prosciutto di Parma) je typická šunka oblasti mezi Via Emilia (Emílijská cesta z Milána do Rimini) a korytem řeky Enza poblíž města Parmy. Tento druh pršutu je známý po celé Evropě a název zaručuje původ v Parmské provincii, jelikož znak se smí vypalovat pouze tam.

## Historie
Byla známa již v dobách antického Říma. Vypráví o ní Marcus Terentius Varro (v 1. století př. n. l.), Polybios i Strabón. John B. Dancer píše, že když Hannibal v roce 217 př. n. l. přišel do Parmy a byl přivítán jako osvoboditel, obyvatelé mu na oslavu připravili vepřovou kýtu konzervovanou v soli v dřevěných nádobách, kterou velice ocenil. Objevení této tradice bylo kromě jiného ovlivněno přítomností bohatého zdroje soli v blízkosti Parmy, např. v Salsomaggiore.